# Vulpia
Vulpia és un gènere de plantes de la família de les poàcies, ordre de les poals, subclasse de les commelínides, classe de les liliòpsides, divisió dels magnoliofitins. Va ser descrit per Carl Christian Gmelin el 1805. Ha anomenat el gènere en honor a l'apoticari i botànic alemany Johann Samuel Vulpius (1760-1846). El Termcat accepta la forma catalanitzada vúlpia.

## Llista d'espècies[4]
- Vulpia alopecuros (Schousboe) Dumort.
- Vulpia bromoides (L.) S. F. Gray
- Vulpia ciliata Dumort.
- Vulpia lasciculata (Forss.) Samp.
- Vulpia geniculata (L.) Link
- Vulpia membranacea (L.) Dumort.
- Vulpia muralis (Kunth) Nees
- Vulpia myuros (L.) C. C. Gmelin
- Vulpia unilateralis (L.) Stace